# 成竹在胸
成竹在胸（日語：バンブーエール），是日本純種競賽馬匹。生涯活躍於泥地短途賽事，曾勝出日本育馬場盃短途賽、東京盃及星團盃，另外亦曾於杜拜金莎軒錦標跑獲殿軍。

## 出賽前
2003年4月5日出生於北海道浦河町青竹牧場，所有權歸於牧場旗下。
其後交由栗東訓練中心練馬師安達昭夫訓練。

## 競賽生涯

### 2歲
2005年7月24日出戰小倉競馬場2歲新馬戰，比賽初段保持在先頭位置逐步推進，在直路上嘗試加速衝刺，但最終敗於Meisho Teckel及Denshamichi取得第三。
其後轉戰泥地2歲未勝利戰，然而於比賽初段因為漏閘僅能保持在後方，最終未能衝出下以第十三大敗。
2星期後繼續出戰同樣條件的2歲新馬戰，本次比賽順利搶佔位置下於第二逐步推進，進入直路後隨即加速衝刺和前方的領放馬Intelli Award展開纏鬥，最終壓贏對手下取得首勝。

### 3歲
2006年首戰為3歲500萬獎金以下條件戰，在比賽初段維持於先頭位置下於彎道處逐步發力，進入直路後繼續衝刺跑出優秀末腳速度，最終拉開第二名5馬位取勝。
4月29日出戰公開賽端午錦標，雖然本次比賽一直處於先頭位置逐步推進，但在直路上未能維持走勢逐步後退，最終以第七落敗。
1個月後繼續出戰公開賽，以昇龍錦標作為目標。比賽開始後，其進佔第二的遮擋位置順利推進，在第四彎道處開始進佔有利的局面。進入直路後，其輕鬆越過力弱的領放馬Water Polo取得領先，後續繼續展現不俗的韌力下阻止後方對手的追擊，以1 3/4馬位贏得賽事。
6月上旬出戰麒麟錦標，雖然比賽中維持不俗的節奏，但於直路上仍然未能堅守位置以第五落敗。
進入下半年，其選擇出戰一級賽日本泥地打吡，比賽初段繼續運用前置戰術，保持在領放馬Thank You Win後方。進入直路後，其於中內欄逐步透出超越對手一度領先，但在最後關頭被Friendship趕過下以第二落敗。
9月再度前往地方挑戰打吡大獎賽，本次比賽出閘順利下進佔先頭位置順勢領放，於比賽途中保持較緩慢的步速。進入直路後，其順利在先頭位置繼續保持領先，可惜在最後一步時未能阻止一直處於第二的Man of Purser的攻勢，以頸位差距撼負取得第二。

### 4歲
2007年年初其以平安錦標作為首戰，然而在第三、四彎道處急劇失速下以包尾第十六慘敗，2月在地方出戰佐賀紀念亦未能維持走勢取得第十三。
其後陣營決定安排其專注短途賽事，於3月31日出戰公開賽珊瑚錦標，並於其中跑獲第二的戰績。
5月23日出戰栗東錦標，其於未有搶前的情況下選擇保持在第五、六左右的位置，直至直路才由中團位置突破上前，最終以優秀的表現取得勝利。
然而賽後，其被檢查出左膝出現骨折，最終進入長達1年的休養。

### 5歲
2008年7月在子犬座錦標復出，一直保持在隊伍最前方下於直路嘗試衝刺維持走勢，但最終被對手超越以第四落敗。
8月3日出戰北陸錦標，選擇於先頭位置推進下在直路初段經已進入明顯的加速狀態，最終繼續突圍衝刺下跑出不俗的末腳速度，以破紀錄的1分9.9秒完賽時間奪冠。
1個月後繼續挑戰公開賽BNS賞，比賽初段維持於Joyful Heart及Surplus Singer後方，在直路上隨即加速上前蠶食對手，最終以頸位優勢達成連勝。
10月11日出戰柏修斯錦標，繼續採取先頭戰術下在彎道處提早加速上前，最終在直路瞬間衝出並拋離對手下輕鬆取得勝利。
11月上旬乘勢出戰日本育馬場盃短途賽，本次比賽於出閘後隨即搶佔位置展開領放，在比賽途中維持自身舒適的步速帶領馬群前進。進入直路後，其仍然在內欄位置保持優秀的走勢逐步帶離後方對手，最終成功抵擋醒目飛鷹的追擊，以1馬位優勢及四連勝的姿態斬獲首個一級賽冠軍。

### 6歲
2009年首戰增程之1400米出戰根岸錦標，比賽初段保持在約莫第五的位置展開推進，但於直路上過於均速下無法壓制其他對手，最終以第五的戰績完賽。
其後選擇以二月錦標作為目標，但在距離進一步延長之1600米下無法維持體力消耗，最終在直路逐步失速墮後下以第八落敗。
3月回歸短途戰線並遠征阿聯酋，挑戰一級賽杜拜金莎軒錦標。比賽開始後，其在外檔位置逐步推進，在賽事進入中段時候稍為迫入中檔位置。進入最後關頭，其順利展開衝刺並跑出不俗的速度，最終僅敗於大城漢子、印族之福及魔界名駒取得第四。
回國後，其以5月27日的埼玉盃作為目標，保持於第二的位置下在對面直路超越領放馬King's Zone取得領先，但在直路上未能阻止醒目飛鷹的猛烈追擊，最終被對手以1 1/2馬位差距擊敗。
7月12日出戰子犬座錦標，本次比賽選擇於先頭第五的有利位置追走，雖然在彎道處表現出不俗加速勢頭，但進入直路後仍然未能超越前方的Lanzarote及Toho Dolce，最終取得第三的戰績。
1個月後前往盛岡競馬場出戰星團盃，在比賽初段經已迅速搶佔領放位置，一直帶領馬群前進下於直路亦能展開凌厲的衝刺保持優勢，最終一放到底下取得第二個分級賽冠軍。
9月30日出戰東京盃，比賽途中採取先行的戰術保持在第五的位置逐步推進，於彎道處透出下在望空位置展開追擊，最終成功在直路衝出並超越領先的Suni達成分級賽連勝。
然而在10月2日，其被發現右前腳出現肌腱炎並進入長期休養，然而狀況一直未有好轉下最終於2011年12月9日退役。

### 詳細賽績
| 日期       | 舉辦國家 | 馬場 | 距離   | 級別   | 賽事名稱           | 負重 | 騎師       | 馬號 | 出馬 | 名次 | 時間     | 頭馬（二馬）        |
| ---------- | -------- | ---- | ------ | ------ | ------------------ | ---- | ---------- | ---- | ---- | ---- | -------- | ------------------- |
| 24/7/2005  | 日本     | 小倉 | 草1200 |        | 2歲新馬            | 54   | 安藤勝己   | 10   | 7    | 3    | 1:10.6   | Meisho Teckel       |
| 14/8/2005  | 日本     | 小倉 | 泥1000 |        | 2歲未勝利          | 54   | 安藤勝己   | 14   | 4    | 13   | 1:01.5   | Seattle Barows      |
| 27/8/2005  | 日本     | 小倉 | 泥1000 |        | 2歲未勝利          | 52   | 川田將雅   | 14   | 10   | 1    | 0:59.6   | （Intelli Award）   |
| 15/4/2006  | 日本     | 阪神 | 泥1200 |        | 3歲500萬獎金以下   | 56   | 秋山真一郎 | 15   | 15   | 1    | 1:11.9   | （Port General）    |
| 29/4/2006  | 日本     | 京都 | 泥1800 | OP     | 端午錦標           | 56   | 池添謙一   | 16   | 14   | 7    | 1:52.6   | Yamatake Golden     |
| 20/4/2006  | 日本     | 中京 | 泥1700 | OP     | 昇龍錦標           | 56   | 池添謙一   | 16   | 13   | 1    | 1:44.5   | （Field Oasis）     |
| 3/6/2006   | 日本     | 東京 | 泥1600 | GIII   | 麒麟錦標           | 56   | 池添謙一   | 16   | 13   | 5    | 1:38.1   | Nike Earthwork      |
| 12/7/2006  | 日本     | 大井 | 泥2000 | 地方GI | 日本泥地打吡       | 56   | 池添謙一   | 14   | 8    | 2    | 2:06.3   | Friendship          |
| 18/9/2006  | 日本     | 盛岡 | 泥2000 | 地方GI | 打吡大獎賽         | 56   | 池添謙一   | 14   | 2    | 2    | 2:06.3   | Man of Purser       |
| 21/1/2007  | 日本     | 京都 | 泥1800 | GIII   | 平安錦標           | 55   | 上村洋行   | 16   | 9    | 16   | 1:52.8   | Meisho Tokon        |
| 12/2/2007  | 日本     | 佐賀 | 泥2000 | JpnIII | 佐賀紀念           | 56   | 池添謙一   | 12   | 2    | 12   | 2:11.1   | Silent Deal         |
| 31/3/2007  | 日本     | 阪神 | 泥1400 | OP     | 珊瑚錦標           | 56   | 幸英明     | 16   | 6    | 2    | 1:24.6   | Wild Wonder         |
| 13/5/2007  | 日本     | 京都 | 泥1200 | OP     | 栗東錦標           | 56   | 幸英明     | 15   | 1    | 1    | 1:11.3   | （God Halo）        |
| 13/7/2008  | 日本     | 阪神 | 泥1400 | GIII   | 子犬座錦標         | 56   | 濱中俊     | 13   | 8    | 4    | 1:22.5   | Vaincre Tateyama    |
| 3/8/2008   | 日本     | 新潟 | 泥1200 | OP     | 北陸錦標           | 56   | 松岡正海   | 13   | 7    | 1    | 1:09.9   | （Daiichi Miracle） |
| 6/9/2008   | 日本     | 新潟 | 泥1200 | OP     | BSN賞              | 57   | 松岡正海   | 15   | 8    | 1    | 1:10.1   | （Daiwa Empire）    |
| 11/10/2008 | 日本     | 東京 | 泥1400 | OP     | 柏修斯錦標         | 57.5 | 三浦皇成   | 16   | 6    | 1    | 1:22.7   | （Ubiquitous）      |
| 3/11/2008  | 日本     | 園田 | 泥1400 | JpnI   | 日本育馬場盃短途賽 | 57   | 松岡正海   | 12   | 4    | 1    | 1:25.6   | （醒目飛鷹）        |
| 1/2/2009   | 日本     | 東京 | 泥1400 | GIII   | 根岸錦標           | 59   | 松岡正海   | 16   | 2    | 5    | 1:22.8   | Ferrari Pisa        |
| 22/2/2009  | 日本     | 東京 | 泥1600 | GI     | 二月錦標           | 57   | 松岡正海   | 16   | 5    | 8    | 1:35.8   | Success Brocken     |
| 28/3/2009  | 阿聯酋   | 詩柏 | 泥1200 | GI     | 杜拜金莎軒錦標     | 57   | 武豐       | 12   | 11   | 4    | 記錄缺失 | 大城漢子            |
| 27/5/2009  | 日本     | 浦和 | 泥1400 | JpnIII | 埼玉盃             | 59   | 松岡正海   | 12   | 12   | 2    | 1:26.6   | 醒目飛鷹            |
| 12/7/2009  | 日本     | 阪神 | 泥1400 | GIII   | 子犬座錦標         | 59   | 松岡正海   | 16   | 12   | 3    | 1:23.0   | Lanzarote           |
| 14/8/2009  | 日本     | 盛岡 | 泥1200 | JpnIII | 星團盃             | 59   | 松岡正海   | 12   | 13   | 1    | 1:10.0   | （Tosen Bright）    |
| 30/9/2009  | 日本     | 大井 | 泥1200 | JpnII  | 東京盃             | 58   | 松岡正海   | 16   | 5    | 1    | 1:11.3   | （Suni）            |

## 退役後
退役後，成竹在胸成為了配種馬，於北海道浦河町East Stud休養，在2012年進行配種。首批子嗣於2013年出生。首批子嗣可於2015年出賽。2021年7月14日，Castle Top於日本泥地打吡取勝，成為首匹勝出分級賽及一級賽的成竹在胸子嗣。

## 血統簡介
父系Afleet為加拿大賽駒，生涯戰績優秀，曾勝出一級賽謝洛美讓賽，亦於大都會讓賽、美度蘭斯盃及卡達讓賽中取得亞軍。祖父淘金者爲美國著名種馬，於近代擁有巨大影響力，和加拿大種馬北地舞人被譽爲兩大改變世界賽馬的偉大種馬。
母系Rainbow Wood為英國馬匹，生涯無出賽記錄。外祖父追逐彩虹爲美國生產的英國賽駒，生涯戰績彪炳，曾勝出加冕盃及凱旋門大賽。

### 血統表
| 父線：淘金者系（Raise a Native系）                  |                                 |                 |                |
| 種馬 Afleet 1984年（栗色）                          | 淘金者 1970年（棗色）           | Raise a Native  | 天才舞者       |
| 種馬 Afleet 1984年（栗色）                          | 淘金者 1970年（棗色）           | Raise a Native  | Raise You      |
| 種馬 Afleet 1984年（栗色）                          | 淘金者 1970年（棗色）           | Gold Digger     | Nashua         |
| 種馬 Afleet 1984年（栗色）                          | 淘金者 1970年（棗色）           | Gold Digger     | Sequence       |
| 種馬 Afleet 1984年（栗色）                          | Polite Lady 1977年（棗色）      | Venetian Jester | Tom Fool       |
| 種馬 Afleet 1984年（栗色）                          | Polite Lady 1977年（棗色）      | Venetian Jester | Venice         |
| 種馬 Afleet 1984年（栗色）                          | Polite Lady 1977年（棗色）      | Friendly Ways   | Green Ticket   |
| 種馬 Afleet 1984年（栗色）                          | Polite Lady 1977年（棗色）      | Friendly Ways   | Ways to Learn  |
| 繁殖雌馬 Rainbow Wood 1991年（栗色）                | 追逐彩虹 1981年（棗色）         | 害羞新郎        | Red God        |
| 繁殖雌馬 Rainbow Wood 1991年（栗色）                | 追逐彩虹 1981年（棗色）         | 害羞新郎        | Runaway Bride  |
| 繁殖雌馬 Rainbow Wood 1991年（栗色）                | 追逐彩虹 1981年（棗色）         | I Will Follow   | Herbager       |
| 繁殖雌馬 Rainbow Wood 1991年（栗色）                | 追逐彩虹 1981年（棗色）         | I Will Follow   | Where You Lead |
| 繁殖雌馬 Rainbow Wood 1991年（栗色）                | Priceless Fame 1975年（深棗色） | Irish Castle    | 勇者帝王       |
| 繁殖雌馬 Rainbow Wood 1991年（栗色）                | Priceless Fame 1975年（深棗色） | Irish Castle    | Castle Forbes  |
| 繁殖雌馬 Rainbow Wood 1991年（栗色）                | Priceless Fame 1975年（深棗色） | Comely Neel     | Commodore M.   |
| 繁殖雌馬 Rainbow Wood 1991年（栗色）                | Priceless Fame 1975年（深棗色） | Comely Neel     | Nellie L       |
| 雌系：號族：9-f                                     |                                 |                 |                |
| 五代內近親交配：Raise a Native 3×5、Nasrullah 5×5×5 |                                 |                 |                |

## 命名由來
名字中，Bamboo（バンブー）為馬主青竹牧場之冠名，出自牧場名字，Ere（エール）則為荷蘭語，出自荷蘭甲組足球聯賽名字的縮寫，亦帶有「榮譽」的意思，香港結合兩部分，翻譯為「成竹在胸」。

## 外部連結
- 成竹在胸 netkeiba.com （页面存档备份，存于）
- 血統表 （页面存档备份，存于）